# Monster (манґа)
Monster (яп. モンスター, Monsutā, Монстр) — манґа Наокі Урасави і зняте за нею аніме в жанрі психологічного трилера з елементами детектива. За даними на грудень 2009 року, манґа мала найвищий користувацький рейтинг у базі даних Anime News Network. Згідно з опитуванням, проведеним у 2007 році міністерством культури Японії, манґа посідає 19-те місце серед найкращої манґи всіх часів. Аніме, зроблене студією Madhouse, транслювалося у 2004—2005 роках і складалося з 74 серій. Крім того, у 2002 році вийшла книга Наокі Урасави Another Monster («Ще один монстр»), де події описані з точки зору стороннього спостерігача — австрійського репортера.

## Сюжет
1986, Німеччина. У Дюссельдорфі скоєно жорстоке вбивство: невідомий проник у будинок подружжя Лібертів і застрелив літню пару. Вижили лише діти: Анна та її брат-близнюк Йохан. Йохан поранений у голову і перебуває у важкому стані, він терміново потребує операції, а Анна від шоку втратила пам'ять і не реагує на оточуючих людей. Так сталося, що в тому ж місті живе та працює геніальний молодий хірург Тенма Кендзо, який успішно проводить важку операцію та рятує життя хлопчика. Ця подія переверне все життя професора Тенми.
Минає дев'ять років, і Тенма знову зустрічається з Йоханом, який у нього на очах з усмішкою вбиває пацієнта. Тенма Кендзо усвідомлює, що він не просто врятував людське життя, а воскресив справжню потвору, психопата та вбивцю. Тим часом Йохан прагне знайти сестру, з якою розлучився дев'ять років тому. Анна Ліберт, тепер уже Ніна Фортнер, живе в Гейдельберзі, у благополучній родині, навчається в університеті, але не пам'ятає свого минулого і ходить на прийом до психолога. Йохан посилає до нових батьків Ніни найманих убивць. Ніна, приходячи до тями, починає згадувати минуле і розуміє, що дев'ять років тому саме вона стріляла в Йохана, і з її вини він опинився у шпиталі Тенми. З цього моменту шляхи персонажів розходяться. Тенма і Ніна Фортнер вважають, що їхній обов'язок — знайти та вбити Йоганна, тобто запобігти злочинам, які він здійснить у майбутньому. Ніна, яка одного разу стріляла в Йохана, збирається завершити розпочате, а також помститися за своїх батьків. Тенма, який врятував Йохана під час операції, вирішує виправити допущену помилку. Герої шукають одну й ту саму людину, іноді зустрічаються, але діють не спільно, а в чомусь навіть один проти одного. Тенма вважає, що відповідальність лежить на ньому, отже, йому спустити курок, а Ніна не повинна заплямувати своє сумління вбивством. Ніна міркує аналогічно: така людина, як доктор Тенма, не повинна вбивати.

## Персонажі
Головним героєм аніме та манґи є молодий лікар-нейрохірург Кендзо Тенма (яп. 天馬 賢三, Тенма Кендзо). Доктор Тенма живе і працює в Дюссельдорфі, любить медицину і здатний з блиском провести навіть найскладнішу операцію. Згодом, відчуваючи свою провину, він із не меншим жаром приймається за пошуки Йохана.
Проте, велика увага приділяється всім персонажам, які так чи інакше беруть участь у пошуках Йохана: інспектору Рунге (яп. ハインリッヒ ルンゲ, Inspector Heinrich Runge), який розслідує справу про вбивство Лібертів і з самого початку підозрює доктора Тенму ; Ніні Фортнер (яп. ニナ フォルトナー, Nina Forutonā), чиє життя виявилося зруйновано через втручання Йохана; Єві Хайнеманн (яп. エヴァ ハイネマン, Eva Heinemann), нареченій доктора Тенми, яка кидає нареченого за першої ж невдачі. Крім того, з'являється велика кількість другорядних та епізодичних персонажів, часто пов'язаних між собою.

## Географія
Події аніме та манги хоч і вигадані, але відбуваються в реальному світі, серед реальних географічних об'єктів: місто Дюссельдорф, де живе та працює доктор Тенма; Мюнхенський університет, в якому навчаються Карл Нойманн та Лотта; Гейдельберзький замок, де Йохан призначає Ніні Фортнер побачення у 6 серії аніме; річка Ельба, де водиться райдужна форель; Прага, яка на той час стала столицею Чехії. Розташування героїв легко визначити, навіть якщо конкретні географічні назви не вказані: наприклад, не сказано, в якому конкретно університеті навчається Ніна Фортнер, але вона живе в місті Гейдельберг — отже, мова йде про Гейдельберзький університет, найстаріший університет Німеччини. Там також є юридичний факультет. Аналогічно, можна припустити, який навчальний заклад Дюссельдорфа закінчили доктор Тенма та Руді Гіллен — Університет ім. Генріха Гейне, що спеціалізується на природничих науках (у тому числі медицині) та літературі.
Попри це, аніме робилося японською студією (Madhouse), тому уважні глядачі можуть помітити кілька помилок, допущених творцями Monster. Зокрема, в 3 серії, перш ніж Юнкерс вискакує перед машиною, можна побачити світлофор. І хоча дія відбувається в Німеччині, вогні біля світлофора в японському стилі: червоний-жовтий-блакитний. Насправді у Німеччині немає місць, де використовувалися б такі кольори. Є й відсилання до японської дійсності, іноді показаної в гумористичному ключі: наприклад, в одній зі сцен доктор Тенма вчить європейця Х'юго Бернхарда їсти тушковану картоплю за допомогою паличок, а той з незвички кидає їжу прямо на стіл, викликаючи сміх Тенми Кендзо. В іншому епізоді доктор Тен{{|}}ма хоче переглянути матеріали дев'ятирічної давнини в архіві газети. Отримавши дозвіл, він дякує і за японським звичаєм кланяється. Редактор Мауер, мешканець Гейдельберга, хмикає: «Так ось він, японський уклін» (англ. «So this is the Japanese bow»).

## Виробництво
Урасава розповів, що подав ідею написання манґи про медицину приблизно у 1986 році, але його редактору ця ідея не сподобалася. Тож він жартома запропонував історію про жіноче дзюдо, і це призвело до його першої самостійної роботи Yawara! (1986-1993).
Ідея для Monster виникла під впливом американського телесеріалу 1960-х років «Втікач», який справив сильний вплив на Урасаву, коли він побачив його у віці восьми років. За сюжетом, лікар несправедливо засуджений за вбивство, але йому вдається втекти і знайти справжнього вбивцю, переховуючись від поліції. Він розповів, що його редактор був твердо переконаний, що серіал не матиме успіху, і намагався зупинити його від його створення.
Японська медична індустрія перебувала під сильним впливом професійних практик у Німеччині, тому автору здалося природним, що дія Monster відбувається в Німеччині. Повоєнну Німеччину було обрано для того, щоб включити в історію неонацистський рух. Коли наприкінці 1994 року Урасава почав публікацію Monster два рази на місяць, він ще працював над щотижневою манґою Happy!. Автор продовжував працювати над обома серіалами одночасно. Коли Happy! закінчився у 1999 році, він почав випускати нову щотижневу манґу 20th Century Boys. Одночасна праця над Monster та 20th Century Boys призвела до того, що його ненадовго госпіталізували через виснаження.

## Медіа

### Манґа
Манґа Наокі Урасави з 1994 по 2001 рік виходила в журналі Big Comic Original, в 1997 вона отримала другий приз на Японському фестивалі медіаарту, а у 2001 — нагороду видавництва Shogakukan як найкращий твір в категорії сейнен.
Епіграфом до манги стали слова з Одкровення Іоанна Богослова:
|  | І став я на піску морському, і побачив звіра з сімома головами і десятьма рогами, що виходив з моря: на рогах його було десять вінців, а на головах його богохульні імена. [...] І дивувалась уся земля, слідкуючи за звіром, і поклонилися драконові, що дав владу звірові, і поклонилися звірові, кажучи: хто подібний до звіра цього? і хто може змагатися з ним? |

### Аніме
Аніме-адаптація Monster була зроблена студією Madhouse і транслювалася по телеканалу Nippon TV з 7 квітня 2004 року по 28 вересня 2005 року, в тому ж році аніме вийшло на DVD. Сюжет практично нічим не відрізняється від манґи. Режисером став Кодзіма Масаюкі, автор сценарію — Урахата Тацухіко.
Закриваючу композицію в серіях 1—32 виконує Девід Сілвіан (пісня називається For the Love of Life), починаючи з 33 серії — Інгрід Фудзіко Хеммінг (з піснею «Make it Home»). Музику до обох альбомів саундтреку написав композитор Хайсіма Куніакі.

#### Саундтрек

##### Monster Original Soundtrack
Monster Original Soundtrack (яп. MONSTER オリジナルサウンドトラック) — музика до аніме Monster. Альбом вийшов 23 червня 2004 і, крім іншого, містить відкриваючу композицію аніме (Grain). В Японії заявлений за лейблом VAP. Пісні виконує Девід Сілвіан.
| 1. Grain 2. Drift Mind 3. Part 4. Float Flower 5. Collage Man 6. Sweet Home 7. Gingerly 8. Nacht Tour 9. Xenia 10. Room | 11. Idler Wheel 12. Bush 13. Drift 14. Medium Shot 15. Rest 16. Sweeper 17. Be Lit Up 18. Decola 19. Mid Point |

##### Monster Original Soundtrack 2
Monster Original Soundtrack 2 (яп. MONSTER オリジナルサウンドトラック2) — другий альбом саундтреку, що вийшов 22 грудня 2004 знову за лейблом VAP, а пісні виконує японська піаністка Інгрід Фудзіко Хеммінг.
| 1. Make it Home 2. What do I see 3. The Seeds of time 4. Before you go to Sleep 5. HOLD ON 6. Close your eyes 7. OUR DESTINATIONS CALLS 8. RIGHT AND WRONG 9. Cast upon the wind 10. Catch | 11. YOU ARE THE MOVE YOU MAKE 12. Cannot hear 13. S'alright 14. Faith 15. THAN ONE 16. Present 17. The more that I see 18. It's a long way to go 19. WE'LL BE WAITING FOR THE NIGHT 20. Make it Home (інструментальна версія) |

### Кіноекранізація
За даними на 2007 рік, компанія New Line Cinema набула прав на екранізацію манґи. Сценарій для кіно-версії мав написати Джош Олсон.
У 2013 році стало відомо, що Ґільєрмо дель Торо та американська преміальна телевізійна мережа HBO співпрацюють над пілотним серіалом за мотивами «Монстра». Співвиконавчий продюсер Стівен Томпсон («Доктор Хто» і «Шерлок») писав сценарій пілотної серії, а дель Торо мав стати режисером і виконавчим продюсером разом із Доном Мерфі та Сьюзен Монтфорд. У 2015 році дель Торо повідомив Latino-Review, що HBO відмовилися від проєкту і що команда перебуває у процесі подачі заявки на участь в конкурсі для інших студій.
Відтоді жодної нової інформації про екранізацію не з'являлося.

## Сприйняття

### Манґа
Monster отримав схвальні відгуки критиків. Він отримав приз за найкращу манґу на першому японському фестивалі медіа-мистецтва у 1997 році та Гран-прі 3-ї Культурної премії імені Тедзуки Осаму у 1999 році. У 2001 році він також виграв 46-ту премію Shogakukan Manga Award у загальный категорії та нагороду за найкращу манґу на Lucca Comics Awards у 2004 році. Асоціація бібліотечних послуг для молоді включила Monster до списку найкращих графічних романів для підлітків 2007 року. У 2009 році, коли компанія Oricon провела опитування про те, яку серію манґи японці хотіли б бачити екранізованою у вигляді фільму, Monster посів п'яте місце. На церемонії нагородження 2009 Industry Awards, яку проводило Товариство сприяння японській анімації, організатори Anime Expo, Monster отримав нагороду за найкращу драматичну манґу. Monster  має тираж понад 20 мільйонів примірників.
Лауреат Пулітцерівської премії за художню книгу Хунот Діас у статті для Time високо оцінив манґу, заявивши: «Урасава — національне надбання Японії, і якщо ви не боїтеся книжок з картинками, то зрозумієте, чому». Деб Аокі з About.com назвала Monster багатошаровою інтригою і задовольняючою таємницею, яка витримує багаторазове прочитання, хоча іноді за розвитком сюжету «трохи важко стежити». Рецензуючи Monster для Anime News Network, Карл Кімлінгер назвав Урасаву майстром напруги, який «без зусиль підтримує делікатний баланс між навмисним введенням в оману та чітким окресленням небезпек, які постають перед героями, що вдається лише найкращим триллерам». Він прокоментував, що навіть історії та персонажі, які здавалися не пов'язаними з загальною картиною, «врешті-решт об'єднуються великим планом Йохана». Кімлінгер вважав якість малюнку «невидимою досконалістю», ніколи не «кричущою чи зайвою», а панелі розташовані так майстерно, що легко забути, скільки зусиль вкладено в кожну сторінку. Хоча він не вважав фізичний дизайн персонажів привабливим, він високо оцінив їхню виразність, написавши, що герої «носять свої характери на обличчях, передаючи зміни у своїх світоглядах, психології, внутрішніх думках та емоціях за допомогою змін у виразі обличчя, які варіюються від ледь помітних до масок люті, ненависті та страху». UK Anime Network поставив першому тому відмінну оцінку за захопливу історію, але вважав, що художнє оформлення, хоч і привабливе, не було «революційним» З іншого боку, Active Anime вважає, що якість малюнку манґи поступово покращувалося з часом серіалізації.
А.Е. Спарроу з IGN описав Monster як «фільм Гічкока у вигляді манґи» і вважає, що його справжня сила полягає у величезній кількості цікавих персонажів, кожен з яких має «унікальну історію та минуле, яке варто розповісти». Карло Сантос, також для Anime News Network, назвав Monster «єдиним у своєму роді трилером» і припускає, що однією з найбільш недооцінених якостей серіалу є те, що «серед усієї таємничості і жаху є моменти любові, надії і всього найкращого, що є в людстві». Хоча Кейсі Брієнза з того ж сайту похвалила манґу за її «кінематографічно точний» малюнок, яке ніколи не заплутує читача і робить кожну людину візуально виразною, незважаючи на велику кількість персонажів, вона вважає, що занадто багато часу було витрачено на розробку другорядних персонажів, «які, швидше за все, будуть мертві або забуті через кілька десятків сторінок», і що кінцівка серіалу «вийшла зі скреготом». Брієнза зазначила, що «не було виявлено нічого задовільного, що могло б повністю пояснити надзвичайно заплутану психіку [Йохана]», але зробила висновок, що доки читач не шукає «глибоких смислів і не замислюється над тим, чи має все це сенс в кінці кінців», він буде насолоджуватися історією. Лерой Дурсо з Comic Book Bin високо оцінив фінал Monster і написав, що ця манґа «варта того, щоб читати її знову і знову. Це досконалість».

### Аніме
THEM Anime Reviews назвали аніме-адаптацію «складною» і «красивою», зазначивши, що вона відрізняється «витонченим оповіданням і складним переплетенням сюжету, персонажами, що запам'ятовуються, високою якістю виробництва і відмінним темпом». Даріус Вашингтон з Otaku USA назвав Monster одним з десяти найкращих аніме останнього десятиліття. Карл Кімлінгер захоплено зауважив, що «неможливо переоцінити, наскільки яскраво відрізняється ця тривожна, гостро інтелектуальна та врешті-решт не класифікована подорож у темряву від основного потоку аніме». Він похвалив анімацію студії Madhouse за те, що вона не лише зберегла похмуру «кінематографічну якість малюнку Урасави», але й покращила її, а також роботу Куніакі Хаісіми за те, що вона «незмірно посилила атмосферу серіалу, від якої аж волосся стає дибки». 
Кімлінгер похвалив серіал за «відданість оригінальній манзі Наокі Урасави», зазначивши, що «немає жодної сцени, яка була б пропущена, лише кілька доданих, і, наскільки я можу сказати, жоден рядок діалогу не був змінений або виключений. Зважаючи на цю вірність, фанати манґи знають, що серіал не стане кращим за це — це найкраще, що може бути». Він також похвалив серіал за його звичку часто приділяти увагу новим персонажам, а не основному складу. Він також описав кінець серіалу так: «Ми відчуваємо певне розчарування, хоча насправді нам слід було б прославляти дещо безладну, так, але захоплюючу фінальну агонію одного з найкращих серіалів минулого десятиліття». Тим не менш, він вважав такий кінець очікуваним, оскільки «як би амбітним і складним, і просто величезним не був Monster, жодне завершення не буде повністю задовільним. Хтось обов'язково розчарується, залишаться незакриті питання, і навіть якби їх не було, проста правда в тому, що жодна кульмінація не змогла би відповідати глибині тому, що закладалося в серіалі протягом усього часу».